# مایک استار (بازیگر)
مایک استار (به انگلیسی: Mike Starr) بازیگر آمریکایی است. وی جثه‌ای بزرگ دارد و معمولاً در نقش‌های منفی بازی کرده است. از فیلم‌های معروف او می‌توان به بازی در بنفشه‌ها آبی هستند، رفقای خوب، گشت زنی، ولگردها، خون و شراب، قلب‌های ربوده‌شده، الویس ساختمان را ترک کرد، گردن کلفت، محصول یخی، منفجر شده، جنون، بدون ضرب‌وشتم، خیابان تنهایی، گاو برانکس و استعداد ذاتی اشاره کرد.